# Association internationale des études tibétaines
L'association internationale des études tibétaines (anglais : International Association for Tibetan Studies, abrégé en IATS) est une association internationale regroupant des tibétologues universitaires au niveau international.
L'IAST a été fondée à Oxford en 1979 sous la direction de Michael Aris. Elle cherche à développer l'étude de la culture tibétaine sous tous ses aspects et à encourager les échanges interdisciplinaires. L'IATS vise à atteindre ces objectifs grâce à la coopération internationale entre institutions, chercheurs et groupes de travail. L'IATS organise des conférences internationales tous les trois ou quatre ans qui donnent lieu à la publication d'actes intitulés en anglais Proceedings of the International Association of Tibetan Studies (PIATS) et publie une revue à comité de lecture dite Journal of the International Association of Tibetan Studies (ou JIATS).

## Membres célèbres
- Alexander W. Macdonald
- Tsering Shakya
- Françoise Robin (tibétologue)
- Samten G. Karmay
- Aleksandr Andreïev
- Tsering Gyalpo